# Luis López Latorre
Luis Alberto López Latorre (Rengo, 1 de enero de 1924-7 de julio de 2012) fue un futbolista chileno. Jugó tres partidos para la selección chilena en 1949. Formó parte de la selección en los Campeonato Sudamericano 1949.

## Clubes
| Club       | País  | Año       |
| ---------- | ----- | --------- |
| Magallanes | Chile | 1946-1951 |